# Nedbrudte Nerver
Nedbrudte Nerver (lett.: "nervi a pezzi") è un film del 1923 diretto da A. W. Sandberg.

## Trama[4]
Erik Brandt, brillante redattore di cronaca nera di un quotidiano, dopo aver assistito, guardando dalla propria finestra, ad un omicidio, perpetrato da una avvenente giovane, si mette a seguirla. Scoprirà che l’omicida è Grethe Sparre, figlia nientedimeno di un importante consigliere di Stato, nonché una specie di serial killer, un’assassina per procura. Erik finirà con l’innamorarsi di lei.
Nelle vicende sono coinvolti anche, oltre ad un investigatore della polizia, un principe russo, un temibile usuraio ed un uomo misterioso.